# Martín Enríquez de Almansa
Martín Enríquez de Almansa (o Almanza) y Ulloa (Alcañices o Toro, 1508/1511 − Lima, Perú, 12 de marzo de 1583) fue un político y militar español, IV virrey de Nueva España (1568-1580) y VI virrey del Perú (1581-1583).

## Primeros años
No se conoce ni el lugar ni la fecha de su nacimiento, aunque probablemente nació en Alcañices donde están enterrados sus familiares cercanos, o en Toro. De sangre real, fue el tercer hijo de Francisco Enríquez de Almansa, I marqués de Alcañices y señor de la villa de Almanza, el cual era bisnieto paterno del infante Fadrique Alfonso de Castilla, quien a su vez era hijo del rey Alfonso XI. Su madre fue Isabel de Ulloa y Castilla, también parte de la familia real española por parte materna. Su padre creó el mayorazgo de Valderrábano el 19 de febrero de 1540. Su hermano mayor heredó el marquesado de Alcañices.

Escudo de armas de Almansa, de la Casa de Enríquez, rama menor de la Casa de Borgoña

## Virrey de la Nueva España
En 1568 el rey de España Felipe II convocó en Madrid a una Junta Magna de los miembros del Consejo de Indias, del Consejo de Castilla, entre otros magistrados y políticos, con el fin de tomar innovadoras medidas con respecto a la administración de los dominios de América, asunto que había sido postergado por la corona. Felipe II, hasta entonces absorto en los problemas europeos, volcó de pronto su interés en las colonias ultramarinas, con el fin de reforzar su poder. En la Junta se acordó la elección de Francisco Álvarez de Toledo como virrey del Perú y la de Martín Enríquez de Almansa como virrey de la Nueva España.
El gobierno de Martín Enríquez de Almansa en la Nueva España se inició el 5 de noviembre de 1568 y culminó doce años después, antes de ser promovido al virreinato del Perú. 

### Obras y sucesos importantes
- La primera acción que hizo Enríquez de Almansa al llegar al puerto de Veracruz fue desalojar un puesto de corsarios ingleses, liderado por los famosos John Hawkins y Francis Drake, que habían bloqueado el acceso al puerto desde la Isla de Sacrificios . Enríquez engañó a Hawkins firmando un falso acuerdo de cese al fuego, con lo que consiguió derrotarlo en la batalla de San Juan de Ulúa.[3][4]
- Poco después, ya instalado en la capital, se dio a la tarea de reducir la tensión social tras la conspiración Ávila-Cortés, indemnizando a las víctimas de represalias del gobierno anterior.[3]
- Reunió una asamblea de teólogos de las tres principales órdenes religiosas −franciscanos, dominicos y agustinos− para discutir la legitimidad de la guerra contra los indígenas de la región de la Gran Chichimeca, concluyendo que la guerra era, no sólo justa, sino obligatoria. Las conclusiones del concejo fueron remitidas a la corte española en 1569 por el arzobispo Alonso de Montúfar.
- En 1574 convocó otra conferencia de sabios para ratificar la legalidad de someter a los chichimecas a la esclavitud. La convención concluyó con la aprobación de la esclavitud, guardando algunas excepciones, como excluir la posibilidad de esclavizar niños. Sólo la orden de los dominicos se posicionó en contra, al considerar que los españoles eran la parte agresora en el conflicto. Esta decisión a favor de la esclavitud se convirtió en la pauta legal que definió las políticas en la materia, tanto en la administración de Enríquez de Almansa como en la de sus sucesores inmediatos.[5]
- Durante su gobierno se desaceleró la expansión territorial española sobre tierras de los naturales, coincidiendo con los años de mayor resistencia indígena en lo que se conoce como las Guerras Chichimecas.[3]
- Declaró una guerra "a fuego y a sangre" (poco exitosa) contra los huachichiles, indios chichimecas que amenazaban los centros mineros de Querétaro, a consecuencia de la cual fundó en Zacatecas los presidios de Ojuelos y Portezuelos y en Guanajuato el de San Felipe.[3]
- Bajo su gestión, se creó formalmente el Tribunal del Santo Oficio o la Inquisición, llegando en 1571 el inquisidor Pedro Moya de Contreras. En 1574 se efectuó el primer auto de fe en Ciudad de México, en el que se castigaron a 63 penitentes.

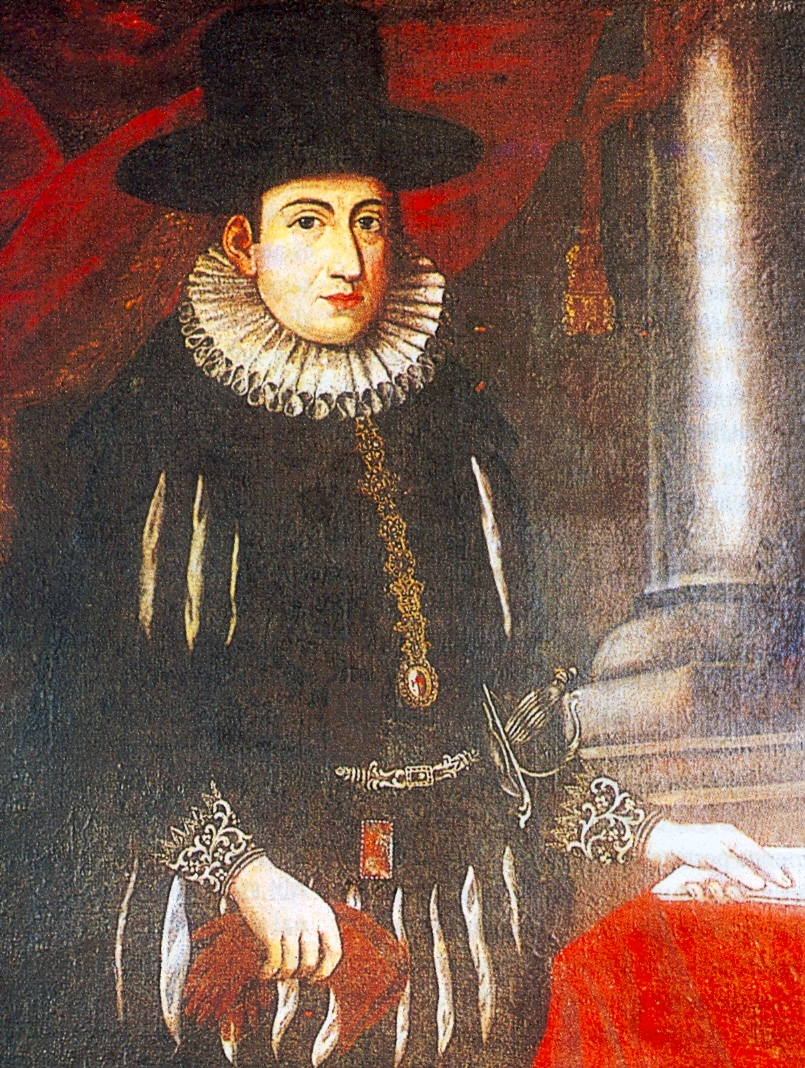
Martín Enríquez de Almansa. Retrato juvenil que se conserva en el MNAAHP, Lima, Perú.

- También ingresaron nuevas órdenes religiosas, como las de los Hospitalarios de San Hipólito y la Compañía de Jesús en 1572. Los hospitalarios levantaron el Hospital de San Hipólito, y los jesuitas abrieron el Colegio de Pátzcuaro, en 1574.
- Tuvo un serio incidente con el comisario de los franciscanos Francisco Rivera. Este, molesto porque el Virrey no le había concedido una audiencia luego de larga espera, lo zahirió en una prédica que dio en la catedral. Celoso de su autoridad, el virrey logró que se ordenara al comisario volver a España. Para eludir dicha pena, el comisario reunió a todos sus frailes y, entonando los salmos sagrados, tomaron camino a Veracruz, conmoviendo a la supersticiosa población indígena, a tal punto que el virrey, temeroso de una revuelta, tuvo que cejar y escribir a Rivera en términos comedidos, suplicándole que volviese a obtener la justicia que reclamaba.
- En 1573 se fundó el Convento de religiosas de Balvanera con el título de Jesús de la Penitencia y el Colegio de Santa María de Todos los Santos, que en 1700 fue declarado colegio mayor. También se comenzó la edificación de la magnífica Catedral de México y un año después las construcciones del Convento de la Merced. En 1575 se fundó la Parroquia de San Pablo y en el siguiente año el Santuario de Nuestra Señora de los Remedios, lugar este último que tenía la ermita fundada en recuerdo de la Noche Triste. Por último, en 1579 se fundó el Convento de religiosas de Santa Clara.
- Se fundó la villa de Celaya, en 1571, por obra de vizcaínos (su nombre deriva de Celaya, apellido vasco), y la villa de San Felipe, en los despoblados de San Luis de Potosí.
- En 1576, funda la Villa de León, lo que hoy es León, Guanajuato. Estalló una epidemia de viruela que mató a millares de indígenas, hecho que motivó que el virrey ordenara que se establecieran hospitales para la atención de los enfermos, declarando además que los afectados quedaran exentos del tributo.
- Comisionó a los indios la construcción de obras defensivas destinadas a evitar las constantes inundaciones provocadas por el desborde de los ríos del valle de México durante la época de las lluvias.

Quebrantada su salud por un largo mandato de más de una década, solicitó al rey Felipe II que lo relevara del cargo. Pero el monarca, queriendo aprovechar su experiencia en el manejo de los asuntos indianos, lo promovió el 26 de mayo de 1580 a los oficios de virrey, gobernador y capitán general del Perú y presidente de la audiencia de Lima. Debía sustituir en el mando al enérgico y exitoso Francisco Álvarez de Toledo, el organizador del virreinato peruano.

## Virrey del Perú
Ya achacoso, Enríquez se embarcó en el puerto de Acapulco el 9 de diciembre de 1580 y tras 85 días de viaje arribó al Callao, donde desembarcó el 4 de mayo del año siguiente. Luego entró a Lima bajo palio, tomando oficialmente posesión de su gobierno el 15 de mayo de 1581. En las cartas escritas por el virrey tras su instalación en el Perú puede descubrirse alguna traza de envidia o enfado por el sello demasiado personalista que su antecesor había impreso a las tareas administrativas. Durante su corta administración se lo conocía en Lima como el Gotoso por la gota que padecía. 

### Obras y otros sucesos importantes

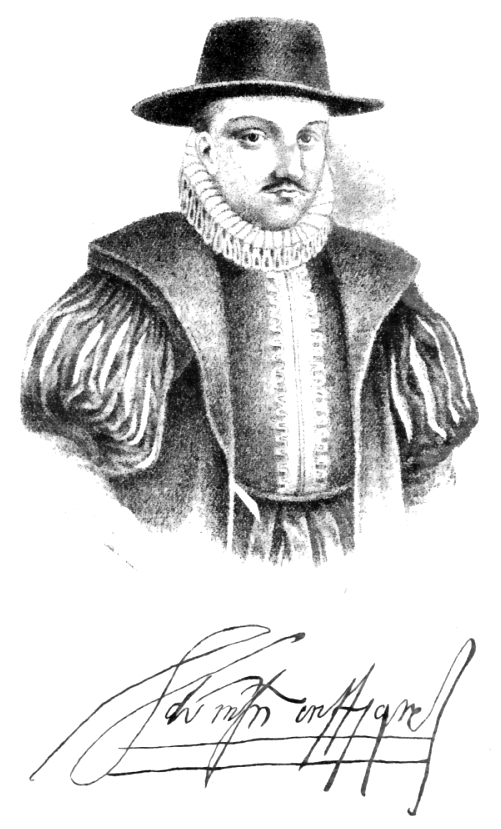
Martín Enríquez de Almansa y su rúbrica, según grabado de Evaristo San Cristóval, 1891.

- Una de las primeras medidas que acordó, contradiciendo el parecer de su antecesor, fue la reapertura del Colegio de la Compañía de Jesús, donde los vecinos de Lima enviaban a educarse a sus hijos. Empero, este Colegio no recibía a estudiantes foráneos y vista esta carencia, el virrey permitió a los jesuitas instituir el Colegio Real y Mayor de San Martín (11 de agosto de 1582), a fin de recibir a los muchachos de origen provinciano que venían a la capital para seguir estudios universitarios. Su primer rector fue el padre Pablo José de Arriaga.
- En 1581 creó el corregimiento de Huancavelica y nombró a Juan Maldonado de Buendía como su primera autoridad.
- En lo que respecta al real patronato, fundó en la Universidad de San Marcos una cátedra de quechua a la que ordenó asistieran los sacerdotes vinculados a la prédica entre los indígenas.
- Puso en marcha un sistema de correo de postas, utilizando corredores o chasquis, similares a los de la época incaica. La diferencia, sin embargo, consistía en su institucionalización como servicio permanente. Su fin era regularizar la comunicación postal entre Lima y el rico asiento de Potosí. Para garantizar su mantenimiento entregó su administración a un concierto de empresarios que asumieron las funciones de correo mayor.
- Mejoró el servicio de la mita que hacían los indios en las minas de Potosí y Huancavelica. Remitió a España un total de 1.280.879 pesos en metales finos.
- Una flota partió de España para vigilar el paso del Estrecho de Magallanes, donde años atrás había cruzado el corsario inglés Francis Drake para asolar las costas de Chile y Perú. Una sección de esta flota, bajo el mando de Pedro Sarmiento de Gamboa llegó a la boca del estrecho en febrero de 1584. Sarmiento fundó dos poblaciones para su defensa, Ciudad del Nombre de Jesús y Ciudad del Rey Felipe, que no tuvieron permanencia.
- Acató una orden dada por la Corona en 1580, de construir cuatro galeones para aumentar la Armada del Sur compuesta apenas por un barco y un bergantín. Pero el virrey alegó ante las autoridades metropolitanas que la escasez de oficiales carpinteros de ribera y madera hacían imposible la conclusión de dicha empresa. Su recomendación fue que dichas naves se hicieran en Filipinas, islas colonizadas desde el virreinato de la Nueva España, con el que mantenía una constante relación. Pero el rey insistió en que se alistasen algunos navíos, en vista de la guerra que se veía venir contra Inglaterra, a lo que respondió el virrey que haría todo lo posible. En definitiva, poco se pudo hacer en lo concerniente a la defensa de las costas.
- Durante su mandato llegó una real cédula que prohibía la producción en el Perú de vino, aceite, seda, papel y paños, en el marco del proteccionismo implementado por la Corona, que no quería que las industrias de sus colonias hicieran la competencia a las de la península.
- Empezó a intensificarse el comercio con las Filipinas, y a través de este archipiélago, con China. En 1581 arribó al Callao un navío enviado desde Filipinas, con un cargamento de porcelana, hierro, especias, seda, cera y otros objetos procedentes del Lejano Oriente, que se vendían a precios más baratos que los productos importados de Europa. Pero el mismo virrey, temeroso del aumento del contrabando, prohibió luego este comercio transpacífico y, en coordinación con el virrey de Nueva España, lo limitó al puerto de Acapulco.
- En este tiempo ocurrió la entrada en Lima de su segundo arzobispo, Toribio Alfonso de Mogrovejo, el 11 de mayo de 1581, quien convocó un Concilio de la provincia eclesiástica de Lima o III Concilio limense, inaugurado el 15 de agosto de 1582. En esta reunión eclesiástica participaron los obispos sufragáneos de Quito, Cuzco, Charcas, Paraguay, Tucumán, Santiago de Chile y La Imperial, al lado de notables teólogos como José de Acosta y Pablo José de Arriaga y se establecieron las bases para la tarea evangelizadora en el resto del virreinato,
- Al virrey le tocó presidir el tercer auto de fe celebrado por la Inquisición de Lima (29 de octubre de 1581), durante el cual fue quemado un luterano flamenco llamado Juan Bernal, y se impusieron penas menores a otras veinte personas.
- Durante su período se organizaron dos entradas a la selva: la de Agustín de Ahumada al Dorado en 1583 y la de Francisco de Hinojosa a los Moxos, con malos resultados. Por el contrario, en la región del Río de la Plata, la expedición de Hernando de Lerma fundó la ciudad de Salta de los Calchaquíes (hoy Ciudad de Salta, en Argentina).
- Con respecto a catástrofes naturales, en Arequipa ocurrió un terremoto el día 22 de enero de 1582, que además de arruinar la infraestructura de la ciudad provocó algunas muertes de personas. Meses después y en ese mismo año se sintió un fuerte temblor en Lima, durante la celebración del Concilio Provincial.
- El Calendario Gregoriano empezó a regir desde el 15 de octubre de 1582.

## Fallecimiento

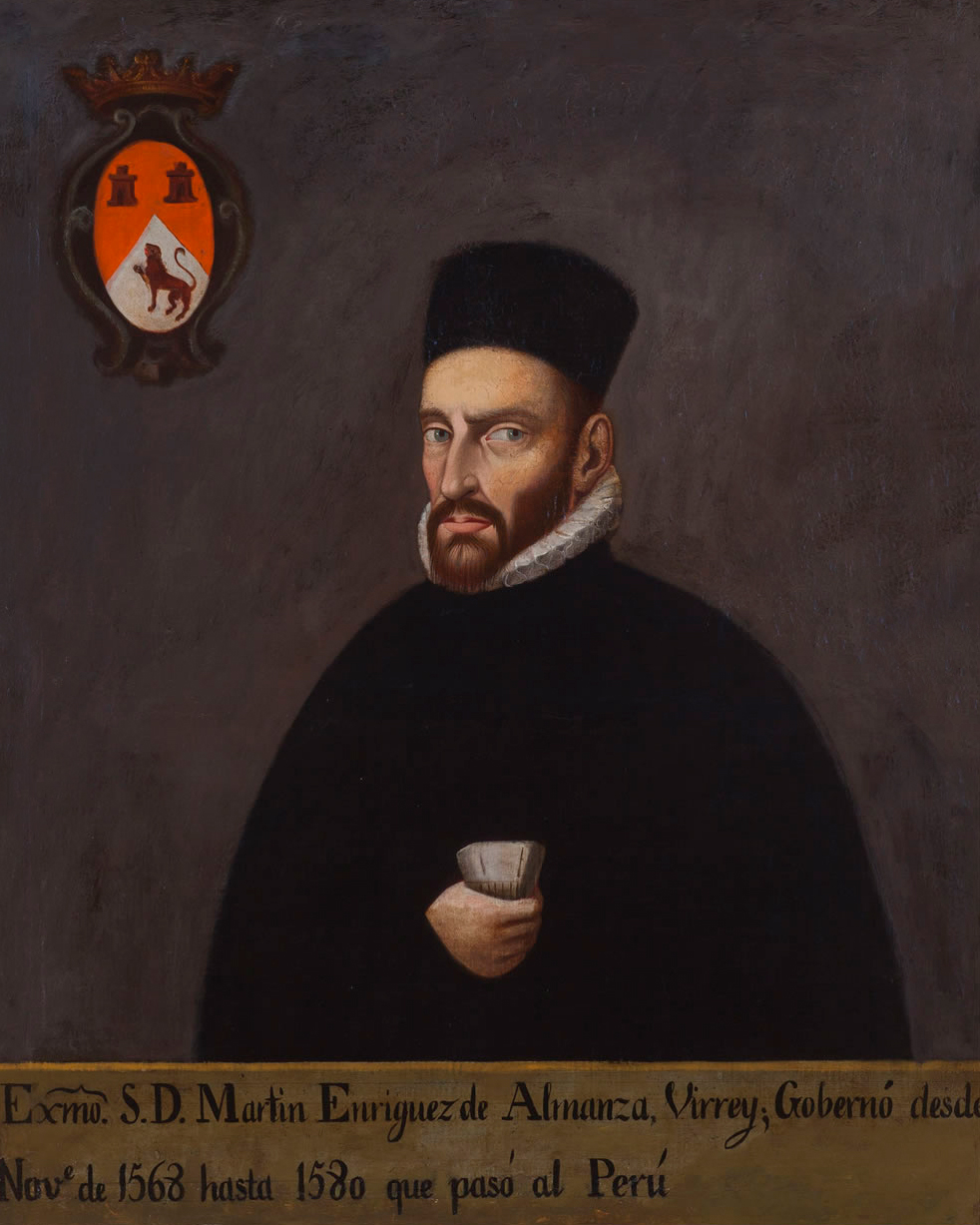
Retrato de Almansa, ca. 1568.

Afectado por una apoplejía y parálisis muscular, el virrey falleció en Lima el 12 de marzo de 1583, cuando aún no había completado dos años en el gobierno. Durante sus exequias pontificó el obispo de Santiago de Chile, don Fray Diego de Medellín y pronunció la oración fúnebre el de La Imperial, don Fray Antonio de San Miguel (ambos entonces en Lima con motivo del Concilio provincial). En cumplimiento de su codicilo o disposición de última voluntad, donde nombraba como albaceas a los oidores de la audiencia limeña, su cadáver fue depositado en el Convento de San Francisco de esta ciudad. El arzobispo Mogrovejo (después elevado a los altares como Santo Toribio de Mogrovejo) puso el siguiente epitafio sobre su tumba:

«Hoy (12 de marzo) murió el Virrey, de que ha tenido esta ciudad grande sentimiento y por su salud se hizo procesión general, fuera de otras muchas particulares que se hacían cada día y mañana se hará el entierro con mucha solemnidad, donde irá el Concilio y todas las Órdenes. Ha perdido esta tierra mucho en faltarle tal persona, por la mucha cristiandad y buen celo que tenía de acertar a servir a Nuestro Señor y favorecer las cosas de la Iglesia y socorrer las necesidades de los pobres, a que acudía con muchas veras. Nuestro Señor lo tenga en el cielo».

El poder fue asumido interinamente por la Audiencia presidida por el oidor Cristóbal Ramírez de Cartagena. En la corte de Madrid, la noticia de la muerte del virrey fue recibida con tristeza y preocupación tal como se percibe de lo dicho por el secretario Andrés de Eraso al rey: “Vuestra Majestad ha perdido en el virrey don Martín Enríquez un gran ministro y celoso del servicio de Nuestro Señor y de Vuestra Majestad”.
El historiador peruano Rubén Vargas Ugarte ha escrito sobre este virrey lo siguiente:

… Enríquez había sido un hombre probo e íntegro y un leal servidor de Dios y del Rey. A haber venido con menos años al Perú y no haberle precedido un gobernante de la visión y dinamismo de Toledo, hubiera sido uno de nuestros mejores Virreyes. Pero a ello vino a añadirse la brevedad de su período de mando. En tan escaso espacio de tiempo era imposible que realizara grandes cosas. Dedicóse, puede decirse, a mantener la situación existente, cosa que, por otra parte, veremos repetida en muchos de sus sucesores, aunque no tuvieran sobre sí el peso de los años.

## Matrimonio y descendencia
Casado con María Manrique de Castilla, hija de Juan Fernández Manrique de Lara, III marqués de Aguilar de Campoo y V conde de Castañeda, tuvo los siguientes hijos:
- Francisco Enríquez de Almansa y Manrique, I marqués de Valderrábano.[1]
- Enrique Enríquez, agustino, obispo de Osma y Plasencia.
- Juan Enríquez, sacerdote.
- Isabel Enríquez de Almansa y Manrique, madre del primer conde de Fuentidueña.

| Predecesor: Gastón de Peralta                           | Virrey de la Nueva España 1568 – 1580 | Sucesor: Lorenzo Suárez de Mendoza                                 |
| Predecesor: Francisco Álvarez de Toledo Virrey del Perú | Virrey del Perú 1581 – 1583           | Sucesor: Cristóbal Ramírez de Cartagena Presidente de la Audiencia |